# Extraction de caractéristique
En reconnaissance des formes, les caractéristiques (ou features en anglais) sont les propriétés mesurables d'un phénomène physique observé. L'extraction de caractéristiques discriminantes est une étape fondamentale du processus de reconnaissance, préalable à l'estimation d'un modèle de classification ou de régression en apprentissage supervisé ou d'autres paradigmes d'apprentissage automatique. Les caractéristiques sont généralement numériques mais il peut s'agir de chaînes de caractères, de graphes ou d'autres quantités encore.

## Domaines
Selon le domaine l'extraction de caractéristique utilise différentes approches, voir les articles détaillés :
- Extraction de caractéristique (vision par ordinateur)
- Extraction de caractéristique (audio) en traitement de la parole et en reconnaissance vocale
- Extraction de caractéristique (TAL) en Traitement automatique du langage naturel